# Partido Aliancista Renovador do Rio de Janeiro
O Partido Aliancista Renovador do Rio de Janeiro foi um partido político brasileiro, do então Distrito Federal (1891–1960), fundado por Artur Vítor e ex-integrantes da Aliança Liberal em janeiro de 1933, e 2 meses depois uniu-se à União Cívica Nacional.
Na eleição para as vagas da Assembleia Nacional Constituinte, o partido apresentou vários candidatos (entre eles o presidente e fundador Artur Vítor), mas nenhum conseguiu se eleger. Assim como os demais partidos políticos existentes no Brasil, foi extinto em 1937, após o golpe que resultou na decretação do Estado Novo.